# ریال ایران
ریال (به اسپانیایی: real) یکای پول ایران است که در زمان ایجاد به ۱۰۰ دینار تقسیم می‌شده است. اما چون ریال یکای بسیار کم‌ارزشی شده بود، تقسیمات آن در حسابداری به‌کار نمی‌رفت. تا زمان کنار گذاشتن رسمی تومان در سال ۱۳۰۸ (دوران پادشاهی پهلوی و در زمان پادشاهی رضاشاه پهلوی) و انتخاب ریال به‌عنوان یکای پول رسمی کشور، کماکان تومان (برابر با ۱۰﷼) برای حساب کردن بکار می‌رود. طبق اعلام رسمی صندوق جهانی پول، ریال ایران هم‌اکنون بی ارزشترین واحد ارزی در جهان محسوب می‌شود.
بر پایهٔ استاندارد ایزو ۴۲۱۷ ریال ایران با علامت اختصاری IRR در معاملات جهانی نشان داده می‌شود. استاندارد یونی‌کد برای ریال نویسهٔ سازگاری «نشان ریال» به‌شکل «﷼» را در موقعیت U+FDFC تعریف کرده است.
به استناد مادهٔ یک قانون پولی و بانکی کشور ایران، یکای پول ایران ریال، برابر با صد دینار و برابر با دویست و پنج میلیاردیم (۰٫۰۰۰۰۰۰۲۰۵)گرم طلا خالص است. اسکناس‌های رایج ایران ۱۰٬۰۰۰، ۲۰٬۰۰۰، ۵۰٬۰۰۰ و ۱۰۰٬۰۰۰ ریالی و سه نوع اسکناس به شکل ایران‌چک به‌ارزش ۵۰۰٬۰۰۰، ۱٬۰۰۰٬۰۰۰ و ۲٬۰۰۰٬۰۰۰ ریالی و سکه‌های رایج ۲۵۰، ۵۰۰، ۱٬۰۰۰، ۲٬۰۰۰ و ۵٬۰۰۰ ریالی هستند.

## واژه‌شناسی
ریال از واژهٔ اسپانیایی و پرتغالیِ رئال (به پرتغالی: real)، (به فرانسوی: royal) وارد فارسی شده است که هم به‌معنی شاهی یا شاهوار است، هم نام سکهٔ نقره رایج در آن دو کشور و در سرزمین‌های وابسته به آن بود. ریال از زمان حضور اسپانیایی‌ها و پرتغالی‌ها در خلیج فارس و مراودهٔ ایشان با ایرانیان وارد فارسی شده است. ریشهٔ رئال از واژهٔ رِگالیس (به لاتین: regalis) به‌معنی شاهنشاهی می‌آید که صفتی است از رِکس (به لاتین: rex)؛ به‌معنی شاه.
سکه با نام ریال در اسپانیا از سالِ ۱۴۹۷ تا ۱۸۷۰ میلادی و در پرتغال از سال ۱۴۳۳ تا ۱۹۱۰ میلادی ضرب می‌شد. ریال همچنین یکای پولِ بسیاری از مستعمره‌های اسپانیا و پرتغال بود؛ برای مثال یکای پول برزیل رئال نام دارد.

## پیشینه

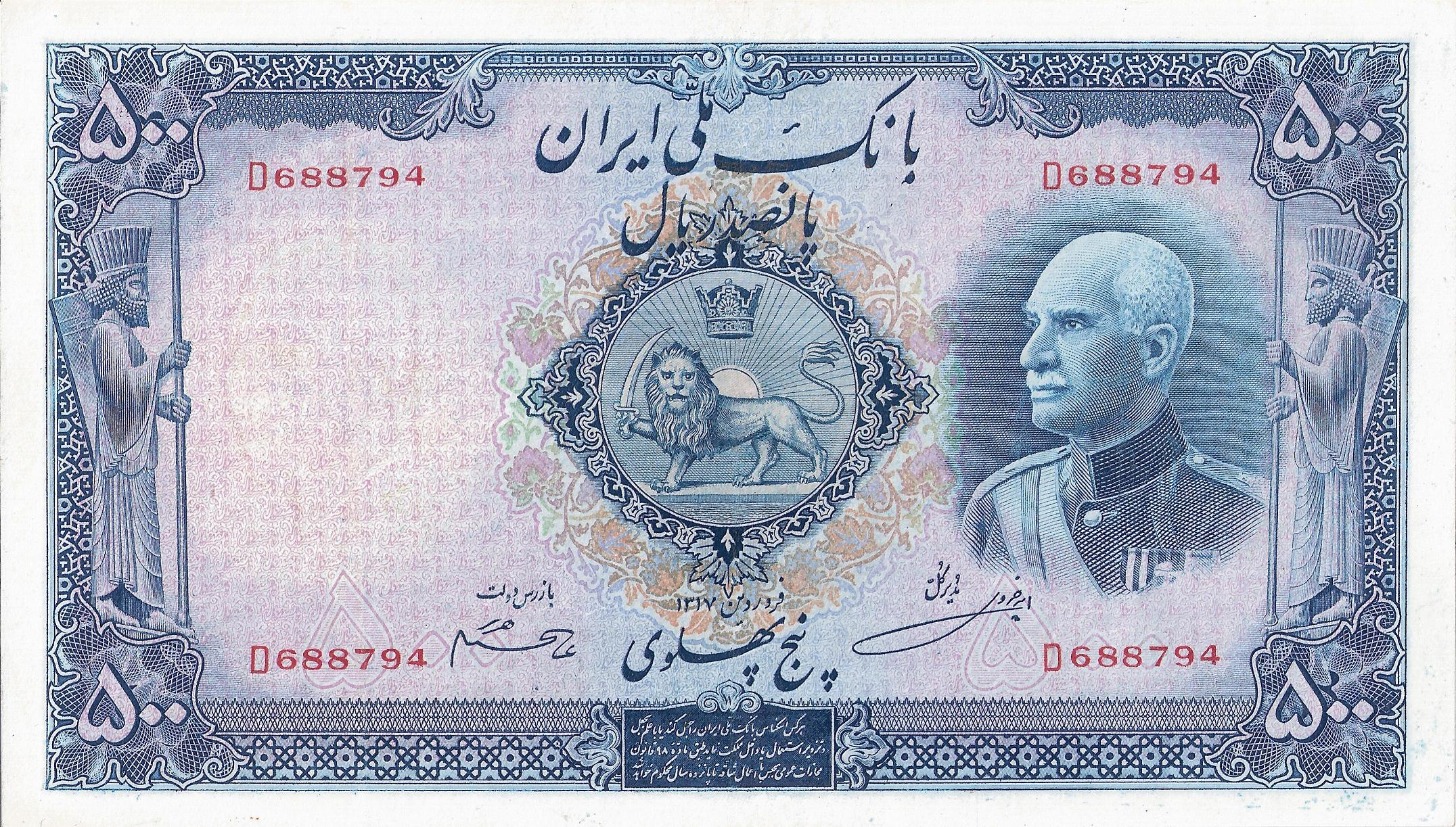
اسکناس ۵۰۰ ریالی (معادل ۵ پهلوی) متعلق به فروردین سال ۱۳۱۷ خورشیدی با تمثال رضاشاه و نشان شیر و خورشید

ریال سکه‌ای جهانی و معادل ۱۲۵۰ دینار یا یک‌هشتم تومان ارزش داشت، برای نخستین بار در سال ۱۱۷۶ خورشیدی رواج یافت. وقتی در ۱۲۰۳ از رواج افتاد، به‌جای آن قران، که معادل هزار دینار (یک‌دهم تومان) ارزش پیدا کرد. بدین ترتیب واحد پول ایران وارد نظام اعشاری شد.
واحد پول ایران در زمان محمدشاه قاجار (۱۲۵۰–۱۲۶۴ هـ. ق) از مسکوکات نقره و معادل ۱۲۵۰ دینار بود. در اواخر قاجاریه معادل یک قران و پنج شاهی بود.
واحد پول ایران از سدهٔ هفتم هجری تا زمان اوایل حکومت پهلوی دینار بود. یک تومان واحد شمارش برای دینار و برابر ده قران یا ده‌هزار دینار بود. در ۲۷ اسفند ۱۳۰۸ (۱۹۳۲ میلادی)، طبق قانون تعیین واحد و مقیاسِ پولِ قانونیِ ایران، ریال به‌جای قران با وزن خالصِ ۰٫۳۶۶۱۱۹۱ گرمْ طلا انتخاب شد. همچنین به صد دینار جدید تقسیم‌پذیر بود. ریال در میان مردم مقبولیت و رواج نیافت و مردم ایران ۱۰ ریال را یک تومان فرض کردند و در میان مردم، واژگان تومان و قران (تُمَن و قِرون) کاربرد دارد و واحدهای رسمی ریال و دینار در محاوره مردم استفاده نمی‌شود. حتی در میان رسانه‌های ایران و مسئولان کشوری نیز استفاده از تومان مرسوم‌تر است. قبل از تبدیل واحدهای پولی به دستگاه اعشاری در ۱۳۱۱ خورشیدی، سکه‌ها و واحدهای پولی که در جدول زیر آمده‌اند مورد استفاده بودند، و برخی از این الفاظ هنوز کاربردهایی در زبان ایرانیان و ضرب‌المثل‌های ایرانی دارند.
| نام واحد پول       | دوره                                | توضیح                                                                                                 |
| ------------------ | ----------------------------------- | --- |
| دَریک               | هخامنشی                             | واحد سکه طلای هخامنشی برگرفته از نام داریوش به‌وزن ۸/۴۱ گرم                                            |
| شِکِل (سیگلوی)       | هخامنشی                             | واحد سکه نقره هخامنشی به‌وزن ۵/۶ گرم                                                                   |
| تالان              | هخامنشی                             | واحد شمش طلای هخامنشی برابر با ۳۰۰ دریک                                                               |
| مین                | هخامنشی                             | واحد وزن برابر یک‌پنجاهم تالان                                                                         |
| کَرشَه               | هخامنشی                             | واحد سکه نقره کوچکتر از شکل                                                                           |
| استاتر             | هخامنشی                             | واحد سکه ساتراپ‌های هخامنشی و طلا و نقره مقدونی                                                        |
| دراخما             | سلوکیان و اشکانیان                  | واحد سکه نقره                                                                                         |
| اُبول               | سلوکیان و اشکانیان                  | سکه نقره به‌وزن یک‌ششم دراخما                                                                           |
| کالکو              | سلوکیان و اشکانیان                  | واحد سکه مسی سلوکی و پارتی                                                                            |
| دینار              | ساسانیان                            | واحد سکه طلا برابر ۲۰ درخم                                                                            |
| درخم               | ساسانیان                            | واحد سکه نقره، در حال حاضر واحد پول ارمنستان                                                          |
| دانگ               | ساسانیان                            | سکه نقره ساسانی به‌وزن یک‌ششم درخم                                                                      |
| پَشیز               | ساسانیان                            | سکه مسین                                                                                              |
| دینار              | دورهٔ اسلامی                         | واحد سکه‌های طلا                                                                                       |
| درهم               | دورهٔ اسلامی                         | واحد سکه‌های نقره                                                                                      |
| فُلوس               | دورهٔ اسلامی                         | واحد سکه‌های مسین                                                                                      |
| یمینی              | غزنوی                               | واحد سکه طلای سلطان محمود غزنوی                                                                       |
| محمودی             | غزنوی                               | واحد سکه                                                                                              |
| تُنگه               | تیموری                              | واحد سکه مسین                                                                                         |
| چاو                | ایلخانی (گیخاتوخان)                 | واحد اسکناس دوره ایلخانی، سال ۶۹۳ هجری                                                                |
| شاهی               | صفوی، زندیه، افشاریه، قاجار و پهلوی | واحد سکه معادل ۵۰ دینار یا دو پول                                                                     |
| غازی               | صفوی و قاجار                        | سکه ریز مسین (سکه معروف پنغازی) پنج دینار                                                             |
| پول                | قاجار                               | سکه کوچک مسی معادل بیست و پنج دینار                                                                   |
| اشرفی              | صفوی، افشار، زند و قاجار            | سکه طلا برگرفته از نام ملک اشرف ایوبی                                                                 |
| مُحمّدی              | صفوی                                | معادل ۱۰۰ دینار، از نام سلطان محمد خدابنده                                                            |
| غازبیگی            | صفویه و قاجار                       | سکه مسین یک‌دهم شاهی معادل ده دینار                                                                    |
| دوهزاری (دوزاری)   | قاجار                               | سکه معادل دوهزار دینار یا نیم مثقال طلا یا شش نخود                                                    |
| بیستی              | صفویه                               | سکه بیضی‌شکل، هر ۲/۵ بیستی معادل یک شاهی                                                               |
| عباسی              | صفویه                               | سکه نقره از نام شاه عباس صفوی گرفته شده است. معادل چهار شاهی و دویست دینار                            |
| مُهر اشرفی          | صفویه، زند، افشار                   | سکه طلا                                                                                               |
| صناری              | زند و قاجار                         | سکه مسین معادل صد دینار                                                                               |
| روپی               | افشار                               | سکه نقره به‌ارزش پانصد دینار                                                                           |
| نادری              | افشار                               | سکه نقره به‌ارزش پانصد دینار                                                                           |
| روپیه              | افشار                               | سکه نقره به‌ارزش پانصد دینار                                                                           |
| ریال               | قاجار، پهلوی و جمهوری اسلامی        | سکه نقره برابر ۱۲۵۰ دینار قاجاریه و دوره پهلوی و جمهوری اسلامی معادل صد دینار                         |
| تومان              | قاجار و رضاشاه                      | سکه طلای معادل ده‌هزار دینار (در اصل ریشه مغولی دارد)                                                  |
| پاپَتی              | قاجار                               | سکه مسین                                                                                              |
| پاپاسی             | قاجار                               | سکه مسین                                                                                              |
| لاری               | صفویه (طهماسب دوم)                  | شمش نقره ضرب لار                                                                                      |
| قُروش               | قاجار                               | سکه مسین در بخشهایی از ایران رایج بوده و در حال حاضر از اجزای واحد پول ترکیه                          |
| قِران               | قاجار                               | سکه نقره قاجار معادل هزار دینار                                                                       |
| پنجهزاری (پنجزاری) | قاجار                               | سکه طلا معادل پنج هزار دینار و معادل نیم مثقال طلا (دوازده نخود)                                      |
| پول سفید           | قاجار                               | سکه نقره معادل بیست و پنج دینار                                                                       |
| پول سیاه           | قاجار                               | سکه مسین معادل ۱۲/۵ دینار                                                                             |
| رُبعی               | قاجار و رضاشاه                      | سکه نقره به‌ارزش ۲۵۰ دینار و سکه طلا به ارزش ۲۵۰۰ دینار                                                |
| هزاری              | قاجار                               | سکه نقره به‌ارزش هزار دینار                                                                            |
| مثقالی             | قاجار (محمدشاه)                     | سکه طلا                                                                                               |
| چَندک               | قاجار                               | سکه مسین برابر دو غاز                                                                                 |
| پَناباد             | قاجار                               | سکه ضرب‌شده در پناه‌آباد شوشی معادل نیم ریال                                                            |
| کشورسِتانی          | قاجار (فتحعلی شاه)                  | سکه طلا معادل یک تومان بمناسبت جنگهای ایران و روس                                                     |
| کَلوار              | قاجار                               | سکه معادل نیم شاهی در بروجرد رایج بوده است.                                                           |
| قَمَری               | قاجار                               | در خوزستان رایج بوده است.                                                                             |
| کُرور               | قاجار                               | یکای هندی برابر ده میلیون ولی در ایران هر نیم میلیون معادل یک کرور بود (در عهدنامهٔ ترکمانچای ذکر شده) |
| پهلوی              | پهلوی                               | سکه طلا معادل ۷/۳۱ گرم طلای خالص                                                                      |
| بهار آزادی         | جمهوری اسلامی                       | سکه طلا معادل ۷/۳۱ گرم طلای خالص                                                                      |

### ضرب به صورت سکه
اولین سکه‌های ریال (سری دوم ریال در دستگاه اعشاری)، سکه‌های ۱، ۲، ۵، ۱۰ و ۲۵ دینار، نیم، ۱، ۲ و ۵ ریال، بر روی نقره ضرب شدند. سکه‌های طلا که در دوران پهلوی تعیین شدند و انتشار یافتند برای اولین بار ۱۰۰ ریال ارزش‌گذاری شدند.

#### نرخ برابری ریال و طلا در دورهٔ پهلوی
نرخ ریال از ابتدای پیدایش این واحد پولی تا اواخر دورهٔ پهلوی طبق آنچه در قوانین این دوره درج شده به‌صورت جدول زیر است. نرخ برابری سال‌های پس از انقلاب از روی وبگاه‌های مربوط است که تنها برای ابهام زدایی و ملموس تر شدن ارقام در این جدول آمده است.
| سال (خورشیدی) | معادل گرم طلای خالص به ازای یک ریال | ارزش یک گرم طلا (ریال) |
| ------------- | ----------------------------------- | ---------------------- |
| ۱۳۰۸          | ۰/۳۶۶۱۱۹۱                           | ۲/۷۳                   |
| ۱۳۱۰          | ۰/۰۷۳۳۲۲۳۸۲                         | ۱۳/۶۵                  |
| ۱۳۲۰          | ۰/۰۲۷۵۵۵۷                           | ۳۶/۲۹                  |
| ۱۳۳۶          | ۰/۰۱۱۷۳۱۶                           | ۸۵/۲۳                  |
| ۱۳۳۹          | ۰/۰۱۱۷۲۱۶                           | ۸۵/۲۲                  |
| ۱۳۵۰          | ۰/۰۱۰۸۰۵۵                           | ۹۲/۵۴                  |
| ''۱۳۹۵''      | ۰/۰۰۰۰۰۰۸۸                          | ۱٬۱۳۰٬۰۰۰              |
| ۱۳۹۸          | ۰/۰۰۰۰۰۰۱۷                          | ۵٬۶۷۹٬۰۰۰              |
| ۱۳۹۹          | ۰/۰۰۰۰۰۰۰۶۸                         | ۱۴٬۴۷۰٬۰۰۰             |
| ۱۴۰۱          | ۰/۰۰۰۰۰۰۰۴۶                         | ۲۱٬۷۰۴٬۰۰۰             |
| بهمن ۱۴۰۳     | ۰٫۰۰۰۰۰۰۰۱۷                         | ۵۶٬۶۴۵٬۰۰۰             |

#### جمهوری اسلامی
پس از انقلاب ایران (۱۳۵۷)، طرح مسکوکات با حذف نقش شاه تغییر کرد، اما اندازه و حروف‌چینی آن‌ها تغییر نکرد. سکه‌های ۵۰ دیناری تنها در سال ۱۳۵۸ ضرب شدند و سکه‌های ۵۰ ریالی در ۱۳۵۹ گسترش یافتند. در سال ۱۳۷۱، سری جدید سکه‌های ۱، ۵، ۱۰ و ۵۰ ریالی و نیز سکهٔ ۱۰۰ ریالی ضرب شد. سکه‌های ۲۵۰ ریالی در سال بعد گسترش یافتند. در سال ۱۳۸۳ اندازهٔ سکه‌های ۵۰، ۱۰۰ و ۲۵۰ ریالی کاهش یافت و سکه‌های ۵۰۰ ریالی رواج یافتند. در سال ۱۳۸۸ سکه‌های ۲۵۰ و ۵۰۰ در اندازه کوچک‌تر و ۱۰۰۰ ریالی در ایران ضرب شدند. سایر سکه‌ها هنوز قانونی اند اما دیگر ضرب نمی‌شوند. در نیمه دوم سال ۱۳۸۹، سکه‌های ۲۰۰۰ ریالی و ۵۰۰۰ ریالی ضرب گردید.
تحریم‌ها علیه ایران در دوران جمهوری اسلامی، بر ذخایر ارزی ایران نیز اثر می‌گذارند. در فروردین ۱۴۰۰، مایک پومپئو، وزیر خارجهٔ پیشین آمریکا اعلام کرد که از هنگام بیرون آمدن از برجام و در نتیجهٔ کارزار فشار حداکثری بیش از ۹۶ درصد ذخایر ارزی ایران، از بین رفته است. صندوق بین‌المللی پول در گزارشی گفت که ذخایر ارزی در دسترس ایران از ۱۲۲٫۵ میلیارد دلار در سال ۲۰۱۸ به ۴ میلیارد دلار در سال ۲۰۲۰ رسید. یکی از عوامل جهش نرخ ارز در این دوره، دسترسی‌نداشتن ایران به ذخایر ارزی‌اش بود. هرچند که اوج گرفتن نقدینگی از سوی گروهی از کارشناسان، به‌عنوان مهم‌ترین چرایی کاهش ارزش ریال و جهش تورم در ایران، دانسته شده است.

## چاپ اسکناس
چاپ اسکناس در ایران در سال ۱۳۱۱ توسط بانک ملی ایران شروع شد. نخستین اسکناس‌های چاپ شده اسکناس‌های ۵، ۱۰، ۲۰، ۵۰، ۱۰۰ و ۵۰۰ ریالی بودند. در سال ۱۳۱۴ اسکناس ۱٬۰۰۰ ریالی منتشر شد. به دنبال آن در سال ۱۹۵۱ اسکناس ۲۰۰ ریالی انتشار یافت. اسکناس‌های ۵٬۰۰۰ و ۱۰٬۰۰۰ ریالی در سال ۱۹۵۲ چاپ شدند. اسکناس ۵ ریالی آخرین بار در سال ۱۹۴۰ چاپ شد و اسکناس ۱۰ ریالی هم تا سال ۱۹۶۱ (۱۳۴۰ هجری خورشیدی) منتشر شد. در سال ۱۹۶۱ بانک مرکزی ایران انتشار پول‌های کاغذی را عهده‌دار شد. در سال ۱۳۵۷ پس از انقلاب اسلامی، اسکناس‌های ایرانی با تصویر صورت شاه چاپ شدند که در آن‌ها صورت شاه با یک طرح در هم پیچیده پوشانده شده بود. نخستین چاپ پول حقیقی جمهوری اسلامی در اسکناس‌های ۱۰۰، ۲۰۰، ۵۰۰، ۱۰۰۰، ۵۰۰۰ و ۱۰٬۰۰۰ ریالی بود. ۲۰۰۰ ریالی در سال ۱۹۸۶ مرسوم شد.
در سال ۱۳۸۳ اسکناس ۲۰۰۰۰ ریالی
در سال ۱۳۸۶ اسکناس ۵۰۰۰۰ ریالی
در سال ۱۳۸۹ اسکناس ۱۰۰۰۰۰ ریالی منتشر شد.

## ایران چک
در ایران، دو نوع پول درشت موسوم به ایران‌چک وجود دارد. آخرین ایران‌چک‌ها را بانک مرکزی جمهوری اسلامی ایران منتشر می‌کرد. پیش از آن، هر بانک ایران‌چک جداگانه داشت؛ و در سال ۱۳۸۷ بانک مرکزی شروع به یکپارچه کردن ایران چک‌ها کرد و با چاپ ۵۰۰٬۰۰۰ و ۱٬۰۰۰٬۰۰۰ شروع به کار کرد.
در سال ۱۳۹۱، رئیس مجلس شورای اسلامی با استناد به بررسی‌های هیئت تطبیق مصوبات دولت با قوانین، و جعل بیشتر ایران چک انتشار ایران‌چک توسّط بانک مرکزی را ممنوع اعلام کرد؛ و بعد از دو سال توقف چاپ در سال ۱۳۹۳ شروع به تجدید چاپ کرد که با طراحی جدید است و به گفته بانک مرکزی ایران نمی‌توان آن را جعل کرد.

## مشکلات یکای پول ریال
با وجود کنار گذاشتن رسمی تومان در سال ۱۳۰۸ (دورهٔ زمامداری رضاشاه پهلوی) و تغییر یکای پول، بسیاری از مردم یکای پول ریال را به کار نگرفتند و به ازای هر ۱۰ ریال از ۱ تومان استفاده می‌کردند. با وجود گذشت سالیان بسیار هنوز یکای ریال بین مردم استفادهٔ چندانی ندارد و مردم از واژه تومان استفاده می‌کنند.
امروزه یکای پول ریال نسبت به تومان در زندگی مردم نقش چندانی ندارد و این موضوع به حدی است که ارتباط قیمت‌ها با ریال برای جامعه قابل لمس نیست.

### افت ارزش ریال

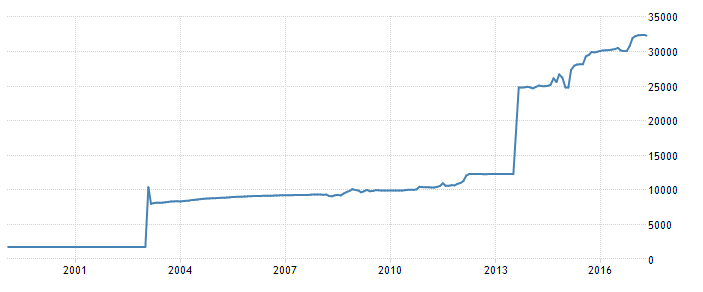
ارزش ریال ایران در مقابل دلار آمریکا (دلار بر حسب ریال بین سال‌های ۲۰۰۰ تا ۲۰۱۷ میلادی)

در روز سه‌شنبه ۱۵ مرداد ۱۳۹۸ رئیس کل بانک مرکزی ایران گفت: «از سال ۱۳۵۰ تاکنون ارزش پول ملی ایران ۳۵۰۰ برابر افت کرده است.»، همچنین ادامه داد: «رابطه ریال با ارز خارجی در حال حاضر ۰٫۰۰۰۰۰۸ است که در هیچ کشوری این‌گونه نیست.» حدود ۶۹ درصد از کل درآمدهای مالی کشور ایران از طریق صادرات نفت به کشورهای جهان بود که با وضع تحریم‌های مختلف در سالیان اخیر، این امکان برای ایران محدودتر و در نتیجه موجب کاهش ارزش پول ملی ایران شده است.

### همت
در چند سال اخیر به جهت افت شدید قدرت خرید ریال، در محاسبات کلان از واحد «همت» (مخفف هزار میلیارد تومان) استفاده می‌شود.
«همت» حتی در ادبیات دولتی و رسمی هم وارد شده است و استفاده از آن توسط مقامات دولتی ایران بسیار متداول است.
«همت» عموماً (هِمَّت) هم‌آوا با یک نام متداول پسرانه تلفظ می‌شود، ولی برخی از جمله سیدابراهیم رئیسی رئیس‌جمهور سابق در جلسه ارائه لایحه بودجه سال ۱۴۰۱ کل کشور در مجلس شورای اسلامی سعی می‌کرد که با شکل‌های دیگری هم این کلمه را بخواند.

## طرح اصلاح پول ملی ایران
از اواخر دههٔ ۱۳۸۰ به دلیل تورم بالا و پایین آمدن ارزش پولی ایران، زمزمه حذف صفر از پول ایران شنیده شده است. علاوه بر این، چون واژه «ریال» ریشهٔ اسپانیایی دارد و دارای سابقهٔ تاریخی در ایران نیست و مهم‌تر از همه در میان مردم مقبولیت نیافته است قرار شده است یکای پول جدیدی به جای آن برگزیده شود. مقرر گردید در این باره از مردم نظرخواهی شود.
جمع‌بندی «نظرسنجی‌ها» یکی از معیارهایی است که در تعیین نام یکای اصلی و فرعی پول ملی ملاک تصمیم‌گیری خواهد بود. اما سایر ابعاد کارشناسی و ملاحظات فرهنگی، تاریخی، آواشناسی، قومیتی و ارزشی نیز قطعاً باید مورد توجه باشد. برآیند همگی این ابعاد مشخص خواهد کرد که نام یکاهای اصلی و فرعی پول ملی چه خواهد بود. احمد خاتمی پیشنهاد گونه نامی را برای یکای پول ملی تکذیب کرد.
در روز ۱۶ دی ۱۳۹۷ عبدالناصر همتی، رئیس‌کل بانک مرکزی با بیان اینکه لایحه حذف چهار صفر از پول ملی را به دولت ارائه کرده‌ام، تصریح کرد: «با توجه به عرف چند ۱۰ سال گذشته در بین مردم، پیشنهاد شده هر ۱۰ هزار ریال فعلی معادل یک تومان و هر تومان معادل ۱۰۰ قران باشد.»
لایحه اصلاح واحد پول در جلسه مورخ نهم مرداد ۱۳۹۸ به تصویب هیئت دولت رسید. در این لایحه ضمن تغییر واحد پول ایران از ریال به تومان، چهار صفر نیز از آن حذف شد.
پس از فرستادن این طرح به مجلس از طرف رئیس‌جمهور، اعلام شد که واحد پول خرد ملی به نام «قران» تغییر خواهد کرد.

## روش‌های تقویت پول ملی
ارزش پول ملی به میزان تولیدات اقتصاد، و به ارزش تولیدات در بازارهای بین‌المللی بستگی دارد. هر چقدر تقاضای بین‌المللی برای کالاهای صادراتی یک کشور بیشتر شد، ارزش پول آن کشور بیشتر می‌شود. پس راه تقویت پول ملی، محقق کردن رشد اقتصادی و افزایش تجارت خارجی کشور هست. راه دیگر توسعه تجارت خارجی می‌باشد که تحقق این امور در حیطه اختیارات بانک مرکزی نیست. بخشی از این امور به سیاستگذاری بودجه‌ای مرتبط می‌شود، بخشی هم به سیاستگذاری خارجی؛ ولی بانک مرکزی در جهت تقویت پول ملی می‌تواند از دو ابزار استفاده کند:
۱- ابزار اول فروش ذخایر ارزی است. اگر بانک مرکزی عرضه ارز را افزایش دهد در کوتاه مدت ارزش پولی ملی زیاد می‌شود. اما چون ذخایر ارزی کم شده است، به زودی نوسانات ارزی زیاد می‌شود، و این اشکال اول این ابزار هست.
اشکال دوم اینکه فروش بیش از حد ذخایر ارزی بانک مرکزی منجر به کاهش پایه پولی می‌شود. کاهش پایه پولی، نرخ بهره در بازار بین بانکی را افزایش داده و این افزایش نرخ، هزینه بانکها را افزایش می‌دهد که باعث کاهش عرضه تسهیلات و افزایش نرخ بهره خواهد شد؛ یعنی فروش بیش از حد ذخایر، از محل کاهش پایه پولی، نرخ بهره را افزایش می‌دهد.
علاوه بر آن، کاهش پایه‌پولی، بانکهای بدون پول نقد را نیازمند به اضافه برداشت خواهد کرد. این بانکها، با اضافه برداشت از بانک مرکزی، باز پایه‌پولی را افزایش می‌دهند، با این تفاوت که حالا نرخ بهره نیز بالاتر است.
در اقتصاد به این گونه پدیده‌ها تبعات غیرعمدی گفته می‌شود.
۲- ابزار دوم بانک مرکزی کاهش سرعت رشد نقدینگی است. در بلندمدت، قیمت ارز متناسب با رشد نقدینگی منهای رشد اقتصادی رشد می‌کند. به این معنا که علاوه بر رشد اقتصادی، رشد نقدینگی هم بر ارزش پول ملی اثر می‌گذارد.